# Rio Zanskar
O rio Zanskar (em tibetano: ཟངས་དཀར; Wylie: zangs dkar་) é um afluente da margem esquerda do rio Indo que corre de sul para norte nas regiões do Zanskar e do Ladaque, noroeste da Índia.

## Curso afluentes
No seu curso superior o rio tem dois braços principais, os rios Doda (ou Stod) e o Lungnak (também chamado Tsarap ou Lingti), que confluem a nordeste de Padum, a capital do Zanskar. A nascente do Doda situa-se perto do passo de montanha Pensi La (4 400 metros de altitude) e corre para sudeste ao longo do vale principal de Zanskar até Padum.[carece de fontes?]
O Lungnak  forma-se na confluência dos rios Kargyag e Tsarap, perto da aldeia de Purne. O Kargyag nasce perto do passo de Shingo La (5 091 m) e o Tsarap perto do passo de Baralacha La (4 890 m). Segundo outras fontes, o rio que nasce junto a Baralacha La é o Yunan, que ao confluir com o Sarchu e o Lingti forma o Tsarap. O Lungnak corre depois para noroeste ao longo de uma garganta estreita até ao vale central de Zanskar (conhecido localmente como Gzhung khor), até confluir com o Doda para formar o curso principal do Zanskar.[carece de fontes?]
Após a confluência do Doda e do Lungnak, o Zanskar corre para norte-nordeste ao longo da dramática garganta de Zanskar, onde as encostas quase verticais chegam a ter 600 metros de altura e a largura em algumas partes não ultrapassa os 5 metros. Atravessa a parte noroeste do Parque Nacional de Hemis até se juntar ao Indo 3 km a sul de Nimo.[carece de fontes?]

## Turismo
O curso inferior (norte) da garganta do Zanskar é um destino popular no verão para a prática de rafting, principalmente desde Chiling até Nimo. No inverno, quando a estrada para Zanskar está encerrada devido à neve nos passos de montanha mais altos, a única ligação para Padum é o leito gelado do Zanskar. São organizadas treks de vários dias para turistas, ao longo de um percurso de 105 km. Este trek é conhecido como o Chadar trek (Chadar signfica "placa de gelo"). É possível que este trek deixe de atrair turistas quando a estrada entre Chiling e Padum estiver concluída.